# Néris-les-Bains
Néris-les-Bains ist ein zentralfranzösischer Ort und eine Gemeinde im Département Allier in der Region Auvergne-Rhône-Alpes. Der Kurort mit 2.441 Einwohnern (Stand 1. Januar 2022) wird vor allem von den drei Kurhäusern und einem zehn Hektar großen Park geprägt.

## Geographie
Der Ort Néris-les-Bains liegt in einer Höhe von etwa 350 m in der fruchtbaren Landschaft der Combrailles im südlichen Bourbonnais. Die Stadt Montluçon befindet sich etwa acht Kilometer Fahrtstrecke nordwestlich. Der Ort Colombier mit seiner romanischen Pfarrkirche Saint-Patrocle liegt nur rund zwölf Kilometer östlich.

## Geschichte
In vorrömischer Zeit hieß Néris-les-Bains Neriomagus, nach der römischen Eroberung vor 2000 Jahren Aquae Nerii. Die Namensbezeichnungen haben ihren Ursprung im gallischen Lokalgott Nerius und dem keltischen Wort magos = ‚Feld‘ oder ‚Ebene‘. Die Römer fassten hier die Quellen, bauten Thermen, Aquädukte, ein Amphitheater, Tempel und Villen. Damals nahm die Stadt eine 200 Hektar große Fläche ein und war von überregionaler Bedeutung. Der heilige Patroclus bekehrte die Region im 6. Jahrhundert zum Christentum.
Weil Néris-les-Bains 1940 nicht von Deutschen besetzt wurde, wurde es zum Zufluchtsort vieler Flüchtlinge, hauptsächlich Juden, beispielsweise der Familie von Saul Friedländer. In Néris-les-Bains besuchte Saul Friedländer zwei Jahre lang die École communale.

### Bevölkerungsentwicklung
Im 19. Jahrhundert stieg die Zahl der Einwohner von etwa 1.100 auf über 2.800 an und blieb seitdem trotz Reblauskrise und Mechanisierung der Landwirtschaft annähernd konstant.
| Jahr      | 1962 | 1968 | 1975 | 1982 | 1990 | 1999 | 2006 | 2012 | 2019 |
| Einwohner | 2837 | 2917 | 2836 | 2924 | 2831 | 2708 | 2726 | 2588 | 2570 |

## Wirtschaft
Jahrhundertelang lebten die Einwohner von Néris-les-Bains als Selbstversorger von der Landwirtschaft, zu der auch der Weinbau gehörte; hinzu kamen regionaler Kleinhandel und Handwerk. Nach der Reblauskrise Ende des 19. Jahrhunderts kam der Weinbau jahrzehntelang völlig zum Erliegen, doch mittlerweile werden wieder Rot-, Rosé und Weißweine produziert, die über die Appellation Val-de-Loire vermarktet werden.
Wichtigster Wirtschaftszweig in Néris-les-Bains ist seit dem 19. Jahrhundert der Kurbetrieb. Die Hyperthermalquellen haben eine Temperatur von 53 °C, sind schwach radioaktiv, stark mineralisch und reich an Spurenelementen. Das Thermalwasser von Néris beeinflusst besonders stark das Kreislaufsystem. Geheilt werden vor allem Nervenleiden, rheumatische Erkrankungen (Morbus Bechterew) und Frauenleiden. Die Kursaison dauert von Mai bis Oktober.

## Sehenswürdigkeiten
Siehe auch: Liste der Monuments historiques in Néris-les-Bains
- Thermalbad (1826), Monument historique[4]
- Reste des Amphitheaters, ursprünglich 3000 Personen fassend, Monument historique[5]
- Camp romain des Chaudes (ancien) (Bad/Thermen, Reste), Monument historique[6]
- Villa gallo-romaine de Cheberne et ses dépendances (Reste)
- L’oppidum gaulois
- Casino, Monument historique[7]
- Bahnhofsgebäude (1931), Monument historique, Architekt: Louis Brochet[8]
- Theater im Napoleon III.-Stil
- Kirche Saint-Georges, romanisch (11./12. Jahrhundert), mit Statuen des 17. Jahrhunderts, Monument historique[9]
- Kirche Saint-Colomban (18./19. Jahrhundert; rechts vom Chor Kapelle des 15. Jahrhunderts)
- La Chapelle Notre-Dame de la Brosse (erbaut 1861)
- Sankt-Josephs-Kapelle (von 1894) mit einer vier Meter großen Statue
- Viadukte der früheren Eisenbahnlinie
  - Le viaduc de Sainte-Agathe, 165,5 Meter lang und 40 Meter hoch mit sieben Bögen von 16 Meter Breite
  - Le viaduc de Pérassier, 215 Meter lang und 51 Meter hoch mit neun Bögen von 18 Meter Breite
  - Le viaduc de Néris, 113 Meter lang und 23 Meter hoch mit sieben Bögen von 10 Meter Breite
- La Maison du Patrimoine (Museum der gallorömischen Spuren)[10]
- Château de Cerclier mit Kapelle des 17. Jahrhunderts[11]
- La nécropole mérovingienne (Sarkophage des 6. Jahrhunderts)

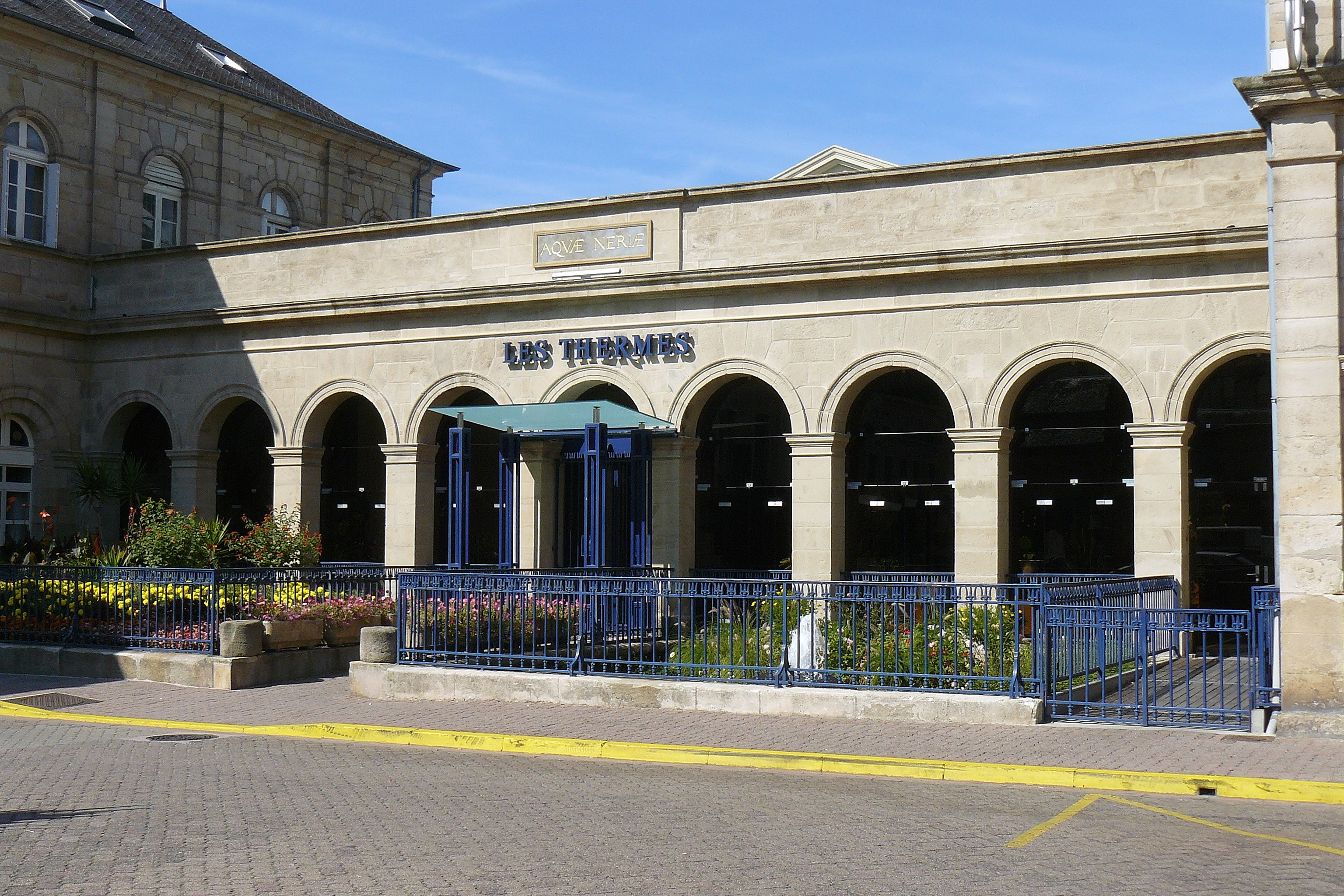
Thermalbad
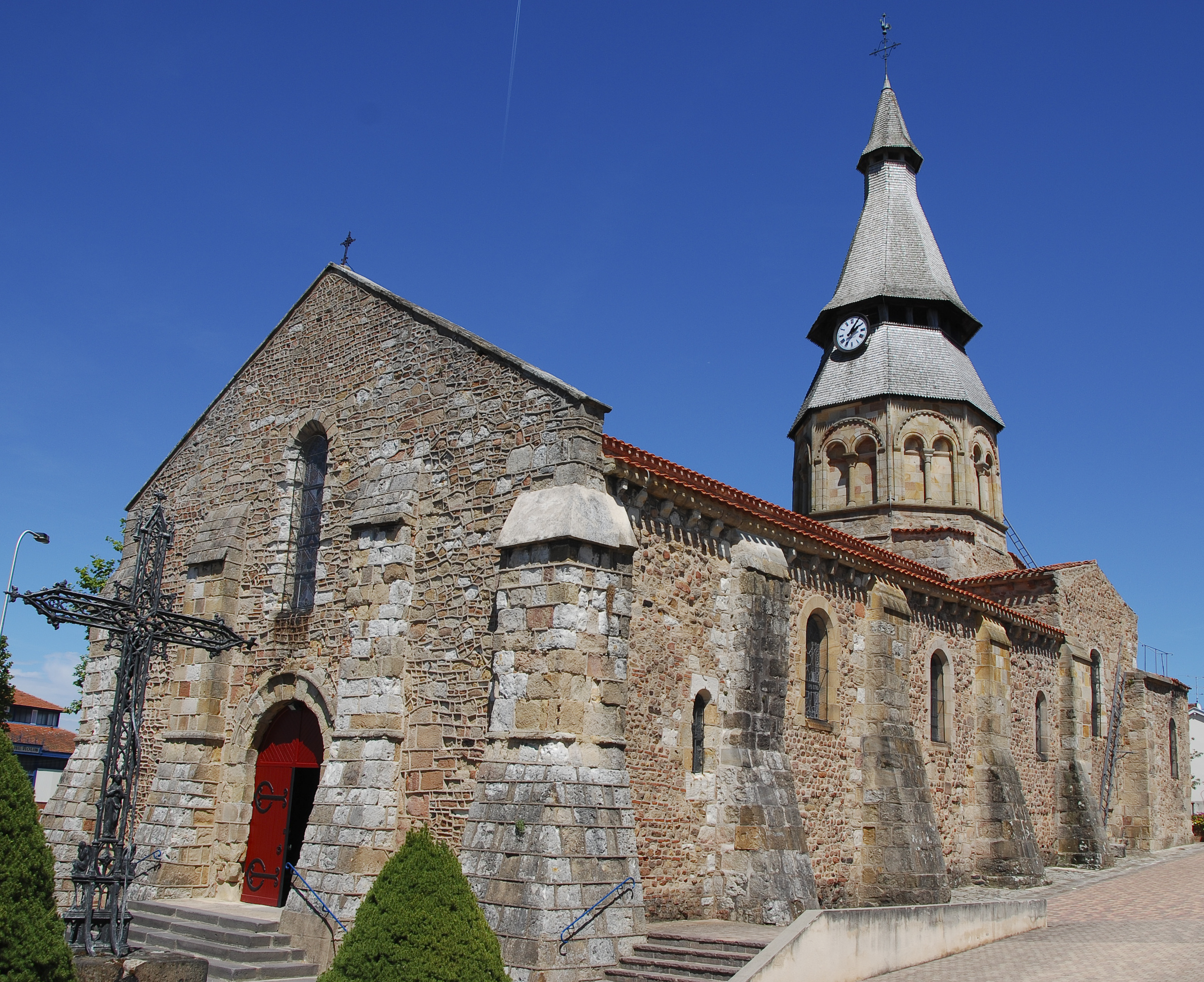
Kirche Saint-Georges
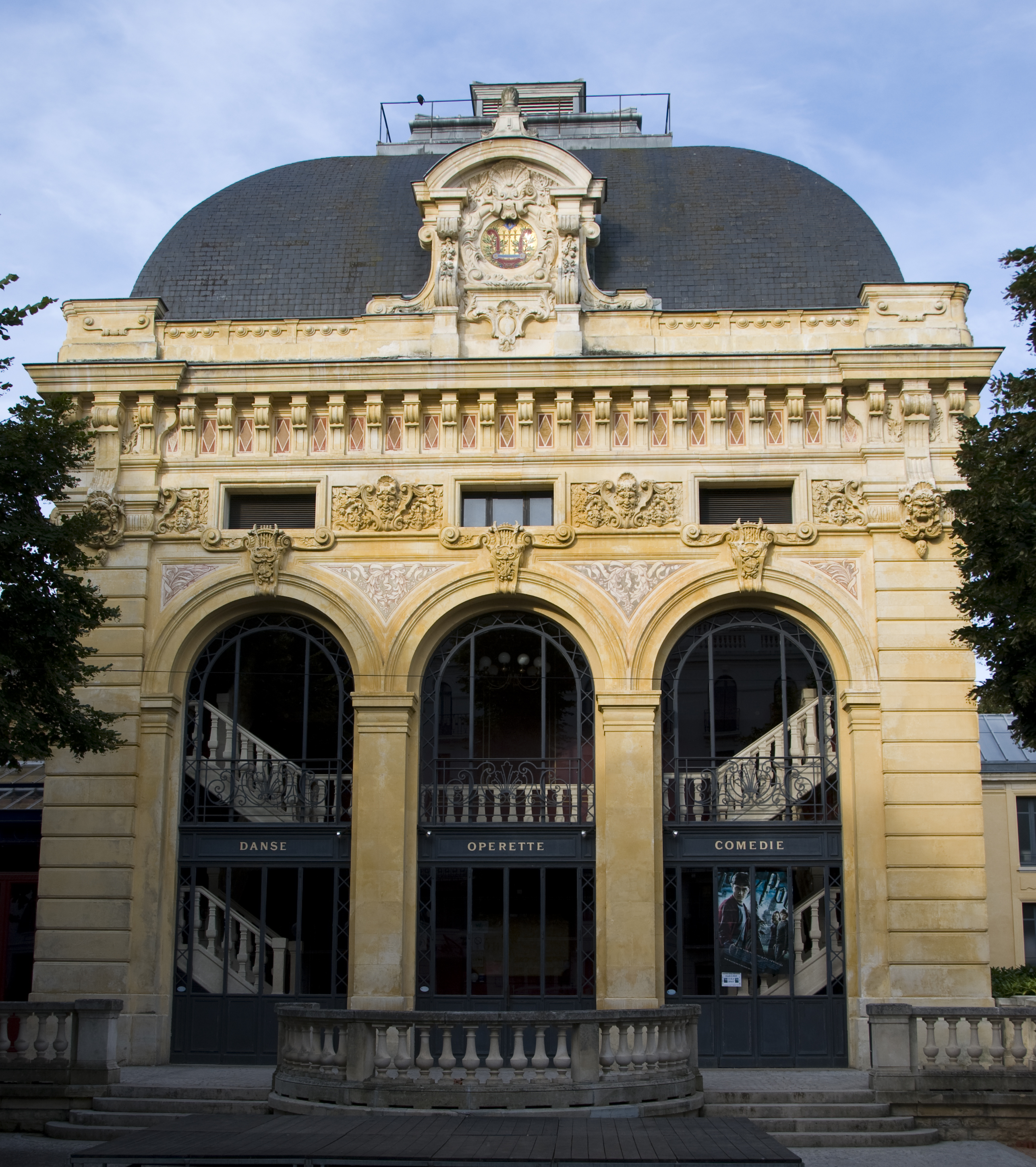
Theater
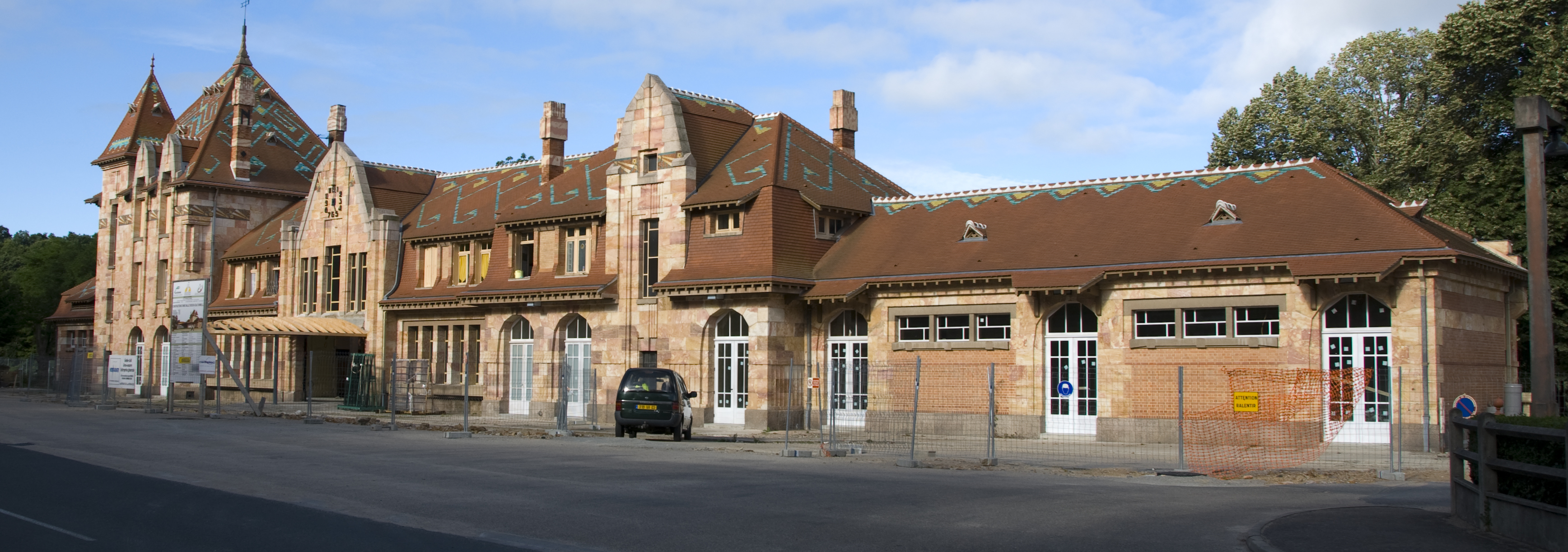
Alter Bahnhof

## Partnergemeinden
- Wadersloh in Nordrhein-Westfalen, seit den 1990er Jahren[12]